# Hovedserien 1934/35
Die Saison 1934/35 war die erste Spielzeit der Hovedserien, der höchsten norwegischen Eishockeyspielklasse. Meister wurde zum ersten Mal in der Vereinsgeschichte überhaupt der Ski- og Fotballklubben Trygg.

## Modus
In der Hauptrunde absolvierte jede der sieben Mannschaften insgesamt sechs Spiele. Der Erstplatzierte der Hauptrunde wurde Meister. Für einen Sieg erhielt jede Mannschaft zwei Punkte, bei einem Unentschieden gab es einen Punkt und bei einer Niederlage null Punkte.

## Hauptrunde
Tabelle
|    | Klub                         | Sp | S | U | N | T  | GT | Punkte |
| -- | ---------------------------- | -- | - | - | - | -- | -- | ------ |
| 1. | Ski- og Fotballklubben Trygg | 6  | 5 | 1 | 0 | 41 | 11 | 11     |
| 2. | SK Forward                   | 6  | 4 | 1 | 1 | 18 | 9  | 9      |
| 3. | SK Strong                    | 6  | 3 | 1 | 2 | 17 | 8  | 7      |
| 4. | Holmen Hockey                | 6  | 2 | 2 | 2 | 19 | 10 | 6      |
| 5. | Hasle-Løren IL               | 6  | 2 | 1 | 3 | 15 | 22 | 5      |
| 6. | Gjøa Ishockey                | 6  | 1 | 2 | 3 | 11 | 18 | 4      |
| 7  | Furuset Ishockey             | 6  | 0 | 0 | 6 | 2  | 45 | 0      |

Sp = Spiele, S = Siege, U = unentschieden, N = Niederlagen, OTS = Overtime-Siege, OTN = Overtime-Niederlage, SOS = Penalty-Siege, SON = Penalty-Niederlage